# Siarhiej Kalakin
Siarhiej Iwanawicz Kalakin (biał. Сяргей Іванавіч Калякін; ros. Сергей Иванович Калякин, Siergiej Iwanowicz Kalakin; ur. 16 czerwca 1952 w Mińsku, zm. 15 sierpnia 2024) – białoruski polityk komunistyczny i opozycyjny, deputowany do Rady Najwyższej Republiki Białorusi XIII kadencji, I sekretarz Komitetu Centralnego Partii Komunistów Białoruskiej oraz ugrupowania Białoruska Partia Lewicy „Sprawiedliwy Świat”.

## Życiorys

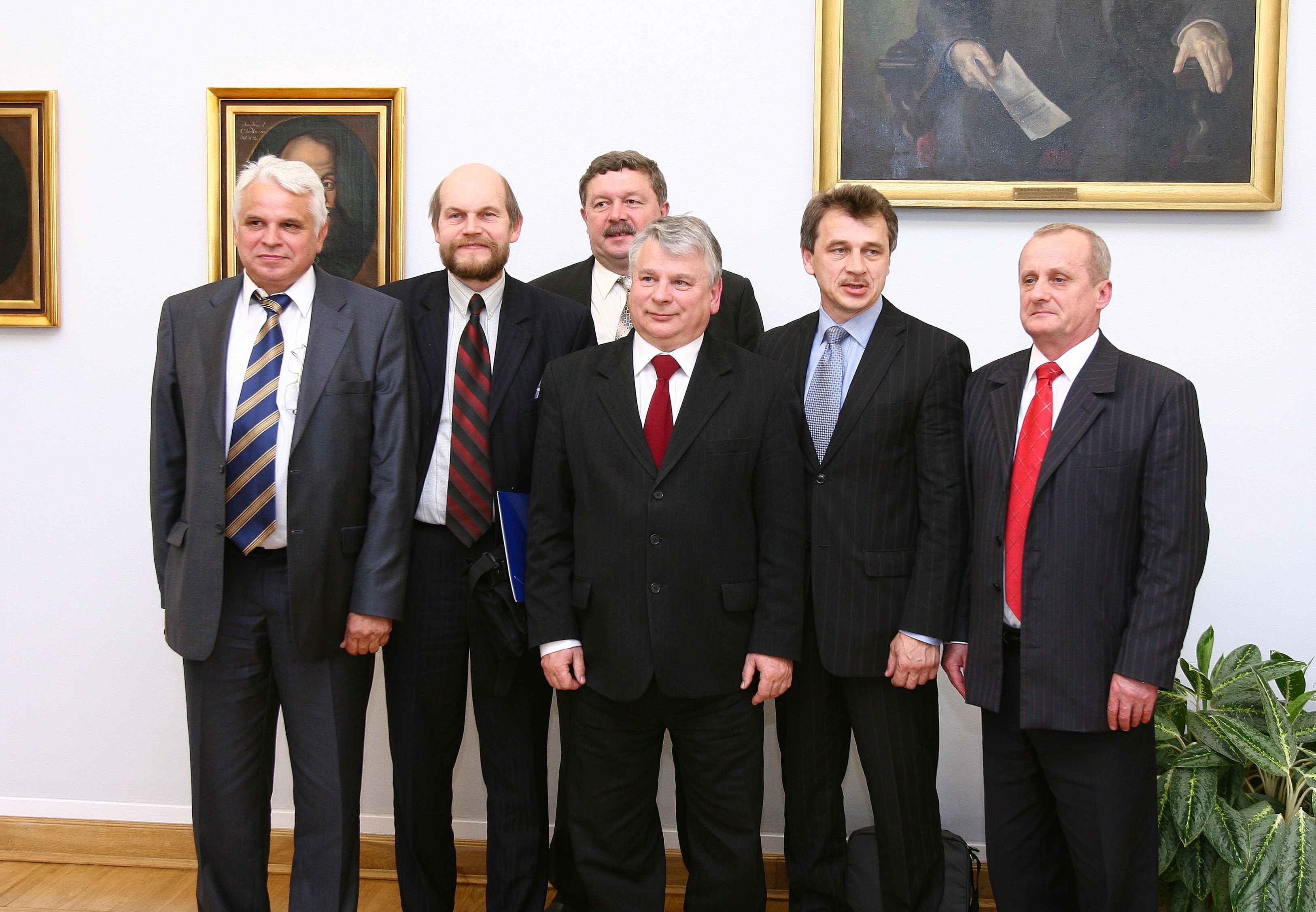
Siarhiej Kalakin (trzeci z lewej) w Senacie Rzeczypospolitej Polskiej, 28 maja 2008 roku

W 1977 ukończył Miński Instytut Radiotechniczny ze specjalnością radioinżyniera. W 1992 uzyskał dyplom politologa na Białoruskim Uniwersytecie Państwowym. Członkiem KPB (KPZR) był od 1977. W 1991 wstąpił do nowo powstałej Partii Komunistów Białoruskiej (PKB). W 1995 roku był I sekretarzem KPB i przewodniczącym Sawieckiej Rejonowej Rady Deputowanych miasta Mińska.
W drugiej turze uzupełniających wyborów parlamentarnych 10 grudnia 1995 roku został wybrany na deputowanego do Rady Najwyższej Republiki Białorusi XIII kadencji ze skaryninskiego okręgu wyborczego nr 250 miasta Mińska. 19 grudnia 1995 roku został zarejestrowany przez centralną komisję wyborczą, a 9 stycznia 1996 roku zaprzysiężony na deputowanego. Od 23 stycznia pełnił w Radzie Najwyższej funkcję członka Stałej Komisji ds. Praw Człowieka, Kwestii Narodowościowych, Środków Masowego Przekazu, Kontaktu ze Zjednoczeniami Społecznymi i Organizacjami Religijnymi. Był członkiem Prezydium Rady Najwyższej. Należał do frakcji komunistów. 4 marca został członkiem stałej delegacji Rady do Zgromadzenia Parlamentarnego Rady Europy. Od 21 czerwca był członkiem delegacji Rady do Zgromadzenia Parlamentarnego Stowarzyszenia Białorusi i Rosji. 27 listopada 1996 roku, po dokonanej przez prezydenta Alaksandra Łukaszenkę kontrowersyjnej i częściowo nieuznanej międzynarodowo zmianie konstytucji, nie wszedł w skład utworzonej przez niego Izby Reprezentantów Zgromadzenia Narodowego Republiki Białorusi I kadencji. Zgodnie z Konstytucją Białorusi z 1994 roku jego mandat deputowanego do Rady Najwyższej zakończył się 9 stycznia 2001 roku; kolejne wybory do tego organu jednak nigdy się nie odbyły.
Był kandydatem na prezydenta Białorusi w 2001 oraz jednym z potencjalnych kandydatów na urząd głowy państwa w 2006. Po przegranej w prawyborach został szefem sztabu wyborczego Alaksandra Milinkiewicza. Kontynuuje działalność opozycyjną. W 2009 został wybrany przewodniczącym ugrupowania Białoruska Partia Lewicy „Sprawiedliwy świat”. Był kandydatem na prezydenta Białorusi w 2015, lecz wycofał się z udziału w wyborach, ponieważ nie uzyskał wystarczającej liczby podpisów niezbędnych, aby móc kandydować na wyborach.
Zmarł 15 sierpnia 2024, po długiej chorobie.